# Picanha
Picanha je kos govejega mesa, ki je bil najprej priljubljen v Braziliji, kasneje pa sprejet na Portugalskem. Sestavljen je iz končnega dela dvoglave stegnenične mišice na dnu živali in njene maščobne kapice. V zadnjih letih je kos postal priljubljen v večini Amerik in je pridobil sloves okusnega mesa v kulturi žara.
Picanha paulista je mednarodno znana in uživana. Leta 2023 je veljala za drugo najboljšo jed v Ameriki; leta 2024 ga je specializirana spletna stran TasteAtlas razglasila za najboljšo jed na svetu.

## V Braziliji
Rezanje je bilo ustvarjeno v soseski Bixiga v São Paulu v 1950-ih, vendar ne za žar. Prva restavracija, ki je pekla picanho na žaru, je bila restavracija Dinho's leta 1973. V Braziliji je najbolj cenjen kos mesa picanha. Tam je tradicionalna priprava meso nabodeno na nabodala in pečeno na žaru na oglju z minimalno količino začimb, sestavljenih iz grobe morske soli. Maščoba se obdrži, dokler zrezek ni pečen.

## Na Portugalskem
Čeprav je bil na Portugalskem že znan kot del alcatre, so rez in njegovo povezavo z žarom na Portugalskem popularizirali brazilski priseljenci in brazilske restavracije od konca 20. stoletja, pri čemer so izkoristili BSE v Združenem kraljestvu v 1990-ih. Picanha se streže v restavracijah in je široko dostopna v supermarketih in mesnicah, tako sveža kot pakirana v vakuumu. Večina se običajno proizvede v Evropski uniji (Republika Irska in Poljska) in tudi uvožena iz Argentine, Brazilije, Paragvaja in Urugvaja v Južni Ameriki.

## V Združenih državah Amerike
V Združenih državah je bil ta kos do nedavnega malo poznan in pogosto poimenovan top sirloin cap, rump cover, rump cap ali culotte (francosko). Ameriški mesarji običajno razdelijo ta kos na druge kose, kot so ramstek in hrbet. Za razliko od Brazilije se tradicionalno shranjena maščoba odstrani pred pripravo, razen če stranka zahteva drugače.

## Etimologija
Izraz picanha je neznanega izvora. Lahko bi izhajala iz besede picana, ki je bila palica, ki so jo uporabljali rančerji v južnih delih Portugalske in Španije, zlasti v Alenteju, za pašo goveda.

## Metode priprave
Picanho lahko pripravite na žaru, v pečici, na kuhalni plošči, v ponvi ali sous vide z različnimi začimbami in prilogami.